# 原田三朗
原田 三朗（はらだ さぶろう、1935年 - 2017年12月24日）は、日本の新聞記者。駿河台大学名誉教授。専門は公務員倫理。
1935年、東京都赤坂で生まれる。1959年、東京大学文学部を卒業後、科学技術庁を経て、1960年に毎日新聞社に入社する。1966年、南イリノイ大学大学院ジャーナリズム研究科へ留学するが、翌年復職。1975年、毎日新聞社会部副部長、1978年、同社編集委員となる。1981年-1990年には毎日新聞論説委員を務める。1990年、毎日新聞社を退社し、駿河台大学経済学部教授に着任。1994年、同大学文化情報学教授。駿河台大学では、文化情報学研究所長（1998年-2004年）、文化情報学研究科長（2001年-2005年）を歴任した。2017年死去。
著書『公務員倫理』は公務員倫理を初めて扱った書籍である。原田自身は「系統的な研究業績はほとんどない」と述懐している。

## 著書
- 『オーケストラの人びと』（筑摩書房、 1989年）
- 『教育激動の構図'80年代』（国土社、 1989年）
- 『公務員倫理:行動のルールとモラル』（ぎょうせい、1989年）
- 『「日本一先生」は語る』（共著、大村はま、国土社、 1990年）
- 『公務員倫理』（富山県職員研修所編、 1997年）
- 『新・公務員倫理』（ぎょうせい、1999年）
- 『文化情報学』（編著、安澤秀一、北樹出版、 2002年）
- 『新・情報の法と倫理』（共著、日笠完治、鳥居壮行、北樹出版、 2003年）
- 『公務員倫理講義』（ぎょうせい、 2007年）